# Uyeasound
Uyeasound är en by på ön Unst, den nordligaste av Shetlandsöarna i Skottland. Byn har fått sitt namn från det närliggande sundet med samma namn, som vetter mot ön Uyea.
I Uyeasound finns både Greenwell's Booth, ett hanseatiskt handelsmagasin, och Muness Castle.

## I populärkulturen
Det engelska rockbandet The Cures EP Lost Wishes från 1993, har ett instrumentalt spår med titeln "Uyea Sound".